# Okres Klatovy
Okres Klatovy (deutsch: Bezirk Klattau) ist ein Bezirk im Plzeňský kraj (Kreis Pilsen) in Tschechien mit rund 88.000 Einwohnern nimmt eine Fläche von 1.946 km² ein, davon sind 43 % bewaldet. In der Region befinden sich auch zahlreiche Seen.

## Volkszählungsergebnisse
Ergebnisse der Volkszählungen von 1869 bis 2011.
| Jahr | Einwohner | Wohngebäude |
| 1869 | 142.333   | 18.065      |
| 1880 | 151.497   | 19.234      |
| 1890 | 149.312   | 19.527      |
| 1900 | 149.373   | 19.746      |
| 1910 | 151.267   | 20.317      |
| 1921 | 149.491   | 20.754      |
| 1930 | 143.121   | 22.964      |
| 1950 | 99.947    | 23.476      |
| 1961 | 99.042    | 20.645      |
| 1970 | 93.982    | 20.184      |
| 1980 | 92.202    | 19.609      |
| 1991 | 89.666    | 23.043      |
| 2001 | 87.943    | 24.272      |
| 2011 | 85.726    | 25.723      |

Merkenswert: Von 1869 bis 1921 war der Kreis der bevölkerungsreichste in der Region Pilsen und ist seit 1930 hinter dessen Hauptstadt bis heute zweit bevölkerungsreichster Kreis der Region.

## Verwaltungsgliederung
Der Bezirk umfasst insgesamt 94 Gemeinden, darunter sind vier Flecken und 14 Städte.
Die 14 Städte des Kreises geordnet nach ihrer Einwohnerzahl (Stand 1. Januar 2008):
- Klatovy, 22.890 Einwohner
- Sušice, 11.524 Einwohner
- Horažďovice, 5.686 Einwohner
- Nýrsko, 5.132 Einwohner
- Železná Ruda, 2.318 Einwohner
- Janovice nad Úhlavou, 2.111 Einwohner
- Plánice, 1.679 Einwohner
- Švihov, 1.612 Einwohner
- Kašperské Hory, 1.593 Einwohner
- Strážov, 1.330 Einwohner
- Nalžovské Hory, 1.237 Einwohner
- Hartmanice, 1.147 Einwohner
- Měčín, 1.118 Einwohner
- Rejštejn, 236 Einwohner

Zum 1. Januar 2007 wechselten die Gemeinden Borovy und Nezdice in den Okres Plzeň-jih, gleichzeitig kam Černíkov aus dem Okres Domažlice hinzu.
Mit einer Bevölkerungsdichte von 45 Einwohner/km² liegt der Bezirk deutlich unter dem Schnitt des Kreises und des Landes.

## Wirtschaft
Die Industrie konzentriert sich vor allem auf die drei größten Städte Klatovy, Sušice und Horažďovice. Den größten Anteil bilden die Lebensmittel- und Textilindustrie sowie der Maschinenbau und das Baugewerbe. In der Landwirtschaft werden vor allem Getreide, Kartoffeln und Rüben angebaut. Die Viehzucht besteht vor allem in der Haltung von Rindern, Schweinen und Geflügel. Die Arbeitslosenquote beträgt 6,4 %.

### Tourismus
Der Fremdenverkehr spielt eine große Rolle. Die unberührte Natur und Denkmäler locken zahlreiche Touristen nach
- Šumava (Böhmerwald) mit der Möglichkeit aller Sport- und Freizeitmöglichkeiten unterm freien Himmel,
- Burg Rabí, der größten Burg Tschechiens aus dem Jahr 1300,
- Burg Švihov, die 1480 als Veste erbaut wurde,
- Burg Klenová südwestlich von Klatovy mit einer eigenen Galerie,
- Burg Velhartice mit einem benachbarten Dorf mit reicher Volksarchitektur,
- Burg Kašperk, erbaut als königliche Burg unter Karl IV.
- Schloss Horažďovice mit Stadtmuseum.

Interessant ist auch die Gegend Chudenicko mit einem Schlossgarten, in dem sich seltene Pflanzen befinden.

## Verkehr
Von Nord nach Süd durchquert die Hauptbahnlinie Pilsen–Klatovy–Bayerisch Eisenstein, diese wird von der Nebenbahnlinie Domažlice-Klatovy-Horažďovice gekreuzt.
Hauptstraßenverbindung ist die Straße 1. Ordnung I/27 in Nord-Süd-Richtung, welche Teil der Europastraße 53 ist. Daneben existiert eine weitere Straße 1. Ordnung die I/22, welche in Ost-West-Richtung verläuft.

## Städte und Gemeinden
Běhařov – Běšiny – Bezděkov – Biřkov – Bolešiny – Břežany – Budětice – Bukovník – Čachrov – Černíkov – Červené Poříčí – Číhaň – Čímice – Dešenice – Dlažov – Dlouhá Ves – Dobršín – Dolany – Domoraz – Dražovice – Frymburk – Hamry – Hartmanice – Hejná – Hlavňovice – Hnačov – Horažďovice – Horská Kvilda – Hrádek – Hradešice – Chanovice – Chlistov – Chudenice – Chudenín – Janovice nad Úhlavou – Javor – Ježovy – Kašperské Hory – Kejnice – Klatovy – Klenová – Kolinec – Kovčín – Křenice – Kvášňovice – Lomec – Malý Bor – Maňovice – Měčín – Mezihoří – Mlýnské Struhadlo – Modrava – Mochtín – Mokrosuky – Myslív – Myslovice – Nalžovské Hory – Nehodiv – Nezamyslice – Nezdice na Šumavě – Nýrsko – Obytce – Olšany – Ostřetice – Pačejov – Petrovice u Sušice – Plánice – Podmokly – Poleň – Prášily – Předslav – Rabí – Rejštejn – Slatina – Soběšice – Srní – Strašín – Strážov – Sušice – Svéradice – Švihov – Tužice – Týnec – Újezd u Plánice – Velhartice – Velké Hydčice – Velký Bor – Vrhaveč – Vřeskovice – Zavlekov – Zborovy – Železná Ruda – Žihobce – Žichovice